# エディー・ジョーンズ (バスケットボール)
エディー・ジョーンズ（Eddie Charles Jones、1971年10月20日 - ）はアメリカ合衆国フロリダ州ポンパノビーチ出身の元バスケットボール選手。NBAで14シーズンプレーした。ポジションはシューティングガード。198cm、91kg。愛称はEJ。

## 経歴
大学はテンプル大学でプレイ。2年生の時にはアトランティック・テン・カンファレンスの年間最優秀選手に選ばれ、また同校のNCAAトーナメントのElite8進出に貢献した。3年生時には19.2得点6.8リバウンドの成績で、通算100アシスト100ブロック以上を達成した同校初の選手という記録を残して、NBAドラフトにアーリーエントリーした。
1994年のNBAドラフトでロサンゼルス・レイカーズから1巡目10位指名を受けてNBA入りを果たす。ルーキーイヤーは14得点2スティールのアベレージを残し、オールルーキーファーストチームに選出される。またオールスターウィークエンドのルーキーチャレンジに参加し、ゲームハイの25得点をあげてMVPに選ばれた。マジック・ジョンソンの引退から負け越しのシーズンが続いていたレイカーズは、ジョーンズが加入したシーズンよりチーム成績が向上し始め、1996年にはシャキール・オニールが移籍し、レイカーズは西の強豪の地位を取り戻すことに成功。ジョーンズはオニールに続くチーム2番目のスコアラーとして活躍し、1996-1997シーズンには通算得点でチームトップとなった。またこのシーズンにオールディフェンスチームに初めて選ばれ、NBAオールスターゲームにも初出場を果たした。1997-1998シーズンにレイカーズは61勝21敗の好成績を残し、カンファレンスファイナルにまで進出するなど、NBAファイナル制覇も十分に狙えるチームにまで成長したが、ジョーンズは著しく成長した若手シューティングガードのコービー・ブライアントとポジションが重なるため、1998-1999シーズン中にエルデン・キャンベルと共にシャーロット・ホーネッツに放出された(レイカーズは2000年からNBA3連覇を達成)。
ホーネッツで過ごした1999-2000シーズンは、20.1得点4.8リバウンド4.2アシスト2.7スティールの成績を残し、初のオールNBAサードチーム、3シーズン連続のオールディフェンスセカンドチームに選ばれた。20.1得点はチームトップ、2.7スティールはリーグトップの数字であり、個人では自己最高のシーズンを過ごした。
翌2000-2001シーズンにはサイン・アンド・トレードでマイアミ・ヒートに移籍。この大型トレードは、ジャマール・マッシュバーンやアンソニー・メイソンなどを巻き込む大がかりなトレードとなった。ヒートでも毎シーズン18得点のアベレージを残すリーディングスコアラーとして活躍したが、2001-2002シーズン以降アロンゾ・モーニングの体調不良などでヒートは低迷期に入り、ジョーンズはヒートで初めてプレイオフ不出場を経験。2002-2003シーズンまで我慢の日々が続いたが、ヒートは2003年のNBAドラフトでドウェイン・ウェイドを指名すると、翌2004年にはジョーンズのかつてのチームメイトであるシャキール・オニールをトレードで獲得。ヒートはイースタンカンファレンス屈指の強豪に成長し、ジョーンズもレイカーズ時代以来の優勝を狙える機会に恵まれたかに見えたが、2005年のオフにヒートは補強に乗り出し、5チーム13選手が絡む大規模なトレードを敢行。ジョーンズはジェームス・ポージー、ジェイソン・ウィリアムスとの交換でメンフィス・グリズリーズに放出された(ヒートは翌シーズンに初優勝を果たす)。
すでに30代半ばに差し掛かっていたジョーンズは、グリズリーズで2年目となる2006-2007シーズンにはついに平均得点二桁を割り、このシーズン中にグリズリーズを解雇された。フリーエージェントとなったジョーンズと契約したのは古巣のヒートだった。前シーズン優勝チームはオニールやウェイドの故障などで苦しいシーズンを送っていたが、ジョーンズの復帰から徐々に調子をあげていき、プレイオフに出場するも、1回戦で4戦全敗で敗退した。オフにフリーエージェントとなったジョーンズはダラス・マーベリックスと契約後、1シーズンだけプレイし、引退した。

## プレイスタイル
シューティングガード以外にスモールフォワードもこなすスウィングマンで、高いディフェンス力が特徴。オフェンスでもペネトレイト・アウトサイドシュートの両方で貢献できる。人や試合に対する姿勢は誠実で真面目。